# Srđan Marković
Srđan Marković, znany też jako Serge Marković (ur. 10 lipca 1970 w Kragujevacu) – serbski restaurator i szef kuchni, autor programów telewizyjnych.

## Życiorys
Pracę w zawodzie kucharza rozpoczął w rodzinnym Kragujevacu, ale potem pracował w wielu krajach (m.in. w Bułgarii, Grecji, Kanadzie, Szwecji i we Włoszech). W 2005 przyjechał do Moskwy, gdzie założył swoją pierwszą restaurację Dikoje morie (działała do 2011). W tym czasie prowadził też kursy z nowoczesnego cateringu.
Jest jednym z najbardziej znanych w Rosji autorów telewizyjnych programów kulinarnych. Dla stacji TVJAM prowadzi program Byt´ Sierżem Markowiczem (Быть Сержем Марковичем). Na kanale telewizyjnym Ochota i rybałka prowadzi program Ot naszego szefa (От нашего шефа). Kanał Kuchnia TV emituje kolejny program Markovicia – Dacznyje radosti (Дачные радости).
Jest autorem kilku książek kucharskich, w tym wielokrotnie wznawianego dzieła Wkus Moria (Вкус Моря).
Jest żonaty (żona Natalia).

## Nagrody i wyróżnienia
W Kanadzie Marković otrzymał prestiżową nagrodę „Złotej chochli”, za interesującą estetykę przygotowywanych dań. W lutym 2010 książka Markovicia Wkus Moria została wyróżniona nagrodą Gourmand World Cookbook Awards jako jedna z najlepszych książek kucharskich przedstawiających potrawy z ryb.